# Nitrianske Pravno
Nitrianske Pravno (em húngaro: Németpróna; alemão: Deutschproben) é um município da Eslováquia, situado no distrito de Prievidza, na região de Trenčín. Tem 31,2 km² de área e sua população em 2018 foi estimada em 3.222 habitantes.

## Demografia
| Ano:        | 1994 | 2004   | 2014   | 2024   |
| ----------- | ---- | ------ | ------ | ------ |
| Broj ljudi: | 3016 | 3175   | 3203   | 3077   |
| Razlika:    |      | +5,27% | +0,88% | -3,93% |

| Ano:               | 2023 | 2024   |
| ------------------ | ---- | ------ |
| Número de pessoas: | 3111 | 3077   |
| Diferença:         |      | -1,09% |